# Aerotécnica AC-12
L'Aerotécnica AC-12 Pepo est un hélicoptère léger biplace des années 1950. Conçu par le Français Jean Cantinieau, c'est le premier hélicoptère construit en série en Espagne.

## Origine
L'Aerotécnica AC-12 est une évolution de l'AC-11, légèrement plus puissante mais surtout plus élaborée. 
Le rotor principal comprenait trois pales reposant sur un longeron et des nervures en dural et un revêtement en fibre de verre. La transmission et la boite de réduction étaient réalisées par le constructeur d’hélices espagnol ENHASA et s’inspirant des techniques de l’automobile. De conception similaire, le rotor anticouple était également tripale. Le fuselage reposait sur une structure tubulaire en alliage léger, la cabine biplace côte-à-côte en double commande étant cette fois soigneusement carénée, comme la poutre porte-empennages. L’ensemble reposait sur deux patins. 

## Une petite série
Deux prototypes furent construits chez AISA, avec le soutien financier du gouvernement espagnol. Portant la désignation XZ-1, le premier prototype effectua son premier vol le 20 juillet 1954. 10 appareils furent ensuite commandés pour l’Ejército del Aire avec la désignation militaire Z-2. Ces appareils furent utilisés par l’école d’hélicoptère de 1961 à 1964 puis remplacés par des Bell 47G. Quelques AC-12 furent utilisés jusqu’en 1967 par le Groupe d’essais en vol de l'armée de l'air espagnole. 
Un exemplaire (Z.2-6) est conservé au Museo del Aire de Madrid.

## Sources
- (en) R. W. Simpson, Airlife's Helicopters and Rotorcraft, Ramsbury, Airlife Publishing, 1998 (ISBN 978-1-853-10968-3).